# Gran Premio di Modena 1961
Il 7º Gran Premio di Modena è stata una gara automobilistica, corsa secondo le regole della Formula 1, che si è svolta il 3 settembre 1961 all'Aerautodromo di Modena, in Italia. La gara si è svolta su 100 giri del circuito ed è stata dominata dal pilota britannico Stirling Moss su una Lotus 18/21.
Moss ha conquistato la pole position, il giro più veloce e la vittoria, finendo di qualche secondo davanti alla coppia Porsche di Jo Bonnier e Dan Gurney. Gurney scattò in testa alla partenza, ma Moss lo ha superato all'11º giro, rimanendo davanti fino al traguardo.

## Vigilia
Dopo il Gran Premio di Modena 1957, la Formula 1 tornò a Modena la settimana prima del Gran Premio d'Italia 1961. Nonostante il circuito fosse a pochi chilometri dalla sede di Maranello, la Scuderia Ferrari decise di non partecipare all'evento modenese, preferendo concentrarsi sulla gara di Monza. La Porsche invece era presente, con due vetture del 1960 per Dan Gurney e Jo Bonnier, più il solito supporto per Carel Godin de Beaufort. Anche la Cooper non prese parte all'evento, preferendo lavorare sull'auto V8 a Surbiton con Bruce McLaren, mentre Jack Brabham si presentò a Modena come concorrente indipendente e con la sua stessa auto. La Lotus partì direttamente dalla Danimarca con le vetture per Innes Ireland e Jim Clark, mentre la BRM, avendo saltato le gare scandinave, schierò Tony Brooks e Graham Hill.
Tra i piloti indipendenti regolari, Stirling Moss tornò con la Lotus della Rob Walker Racing Team dopo il suo periodo con l'UDT Laystall, che a sua volta schierò Henry Taylor e Masten Gregory. Presenti anche la Yeoman Credit Racing con le solite vetture di John Surtees e Roy Salvadori, così come Wolfgang Seidel sulla sua Colonia Lotus, Jack Lewis sulla H&L Cooper e Tim Parnell sulla sua Lotus. L'Equipe Nationale Belge, avendo problemi a concludere l'accordo per una Lotus, rispolverò i suoi Emeryson. Inizialmente avevano sperato di entrare in gara anche André Pilette (per la prima volta dai tempi del Gran Premio di Napoli) e Mauro Bianchi (fratello di Lucien, che aveva corso con una vettura a Bruxelles), ma una sola vettura poté essere preparata, presa poi da Bianchi.
Il resto degli iscritti era composto da piloti italiani. Lorenzo Bandini era solo alla Scuderia Centro Sud, nonostante i piani per iscrivere una seconda vettura, mentre la Scuderia Serenissima affiancò Maurice Trintignant a Nino Vaccarella, siciliano di 28 anni che aveva unito l'insegnamento scolastico alle corse di auto sportive, guidando la Targa Florio del 1960 in una Maserati prima del ritiro; avrebbe guidato la de Tomaso-Alfa che la squadra aveva corso a Solitude. 
La fabbrica de Tomaso iscrisse due autovetture (ufficialmente l'iscrizione fu presentata da Isabel de Tomaso, nata Elisabeth Haskell, un'ereditiera americana che si era dilettata nelle corse amatoriali): una alimentata da un motore OSCA nelle mani di Gastone Zanarotti, uno dei primi piloti del Campionato Italiano, la serie italiana di Formula Junior, e l'altra vettura con motore Alfa Romeo guidato da Roberto Bussinello. Un'altra vettura privata de Tomaso-OSCA fu schierata da Roberto Lippi, pilota 35enne dal Campionato Italiano.
Gaetano Starrabba, un aristocratico che deteneva il titolo di Principe di Giardelli, aveva acquistato per sé e per il suo amico Giorgio Scarlatti due Lotus 18 equipaggiate con motori Maserati, mentre Mennato Boffa, Renato Pirocchi e Wal Ever erano tutti iscritti con le loro macchine private. Ernesto Prinoth non si presentò sul circuito, così come Brian Naylor sulla sua JBW-Maserati, Ian Burgess e John Campbell-Jones, che si era infortunato prima della gara.

## Qualifiche

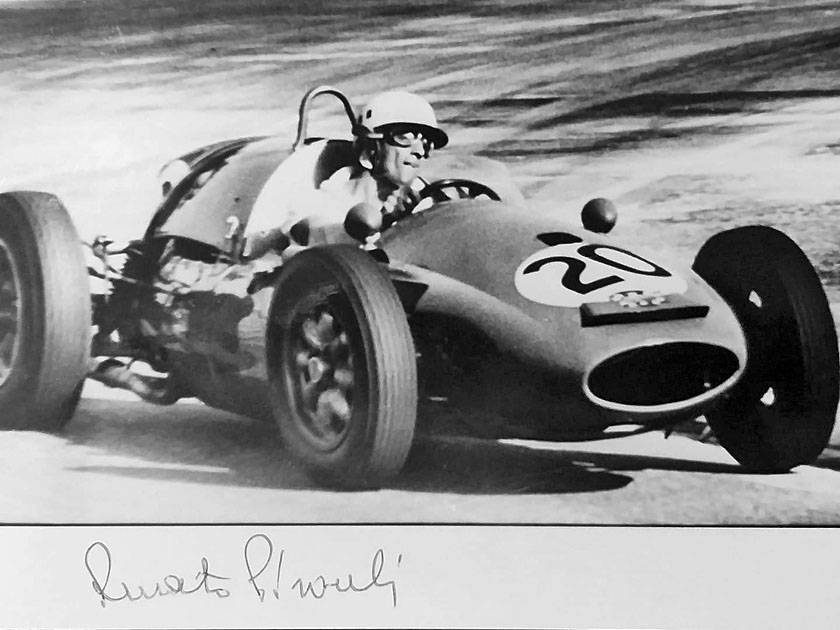
Renato Pirocchi durante le qualifiche del GP di Modena 1961

Il sistema di qualificazione per questo evento era molto insolito in quanto, nonostante gli oltre 30 iscritti, la griglia di partenza era limitata a sole 14 vetture. Inoltre, ai tre piloti italiani più veloci nelle prove libere sarebbe stato garantito il via della gara (essendo la competizione valevole per il Campionato Italiano Assoluto Conduttori), indipendentemente da quanti altri piloti fossero risultati più veloci. Ciò ha portato Innes Ireland a non qualificarsi nonostante fosse 13° e più veloce di Giorgio Scarlatti che si qualificò pur arrivando al 19º posto assoluto.
Pur consapevole della regola, la Lotus rimase molto scontenta dell'eliminazione di Innes Ireland, arrivando persino a protestare per la capacità dei cronometristi a fermare l'orologio su un giro così breve. Gli organizzatori furono però irremovibili, cosicché Ireland rimase escluso.
Le prove ufficiali obbligatorie si svolsero sabato 2 settembre dalle 9.00 alle 12.00 e dalle 15.30 alle 18.00.

### Risultati
| Pos  | N. | Pilota                  | Squadra                    | Costruttore          | Tempo  | Ritardo            |
| ---- | -- | ----------------------- | -------------------------- | -------------------- | ------ | ------------------ |
| 1    | 26 | Stirling Moss           | Rob Walker Racing Team     | Lotus-Climax         | 0:58.6 | -                  |
| 2    | 10 | Jo Bonnier              | Porsche System Engineering | Porsche              | 0:59.0 | + 0.4              |
| 3    | 12 | Dan Gurney              | Porsche System Engineering | Porsche              | 0:59.0 | + 0.4              |
| 4    | 62 | Graham Hill             | Owen Racing Organisation   | BRM-Climax           | 0:59.3 | + 0.7              |
| 5    | 46 | Roy Salvadori           | Yeoman Credit Racing Team  | Cooper-Climax        | 0:59.4 | + 0.8              |
| 6    | 14 | Jim Clark               | Team Lotus                 | Lotus-Climax         | 0:59.6 | + 1.0              |
| 7    | 32 | Masten Gregory          | UDT Laystall Racing Team   | Lotus-Climax         | 0:59.7 | + 1.1              |
| 8    | 4  | Lorenzo Bandini         | Scuderia Centro Sud        | Cooper-Maserati      | 0:59.8 | + 1.2              |
| 9    | 44 | John Surtees            | Yeoman Credit Racing Team  | Cooper-Climax        | 0:59.8 | + 1.2              |
| 10   | 36 | Jack Brabham            | Jack Brabham               | Cooper-Climax        | 0:59.8 | + 1.2              |
| 11   | 64 | Tony Brooks             | Owen Racing Organisation   | BRM-Climax           | 1:00.0 | + 1.4              |
| 12   | 30 | Henry Taylor            | UDT Laystall Racing Team   | Lotus-Climax         | 1:00.1 | + 1.5              |
| 13   | 16 | Innes Ireland           | Team Lotus                 | Lotus-Climax         | 1:00.2 | + 1.6              |
| 14   | 42 | Roberto Bussinello      | Isobele de Tomaso          | De Tomaso-Alfa Romeo | 1:00.4 | + 1.8              |
| 15   | 24 | Wolfgang Seidel         | Scuderia Colonia           | Lotus-Climax         | 1:00.4 | + 1.8              |
| 16   | 50 | Maurice Trintignant     | Scuderia Serenissima       | Cooper-Maserati      | 1:00.6 | + 2.0              |
| 17   | 66 | Mauro Bianchi           | Equipe Nationale Belge     | Emeryson-Maserati    | 1:01.2 | + 2.6              |
| 18   | 34 | Carel Godin de Beaufort | Ecurie Maarsbergen         | Porsche              | 1:01.2 | + 2.6              |
| 19   | 18 | Giorgio Scarlatti       | Gaetano Starrabba          | Lotus-Maserati       | 1:01.6 | + 3.0              |
| 20   | 48 | Tim Parnell             | Tim Parnell                | Lotus-Climax         | 1:01.7 | + 3.1              |
| 21   | 52 | Nino Vaccarella         | Scuderia Serenissima       | De Tomaso-Alfa Romeo | 1:02.0 | + 3.4              |
| 22   | 28 | Mennato Boffa           | Mennato Boffa              | Cooper-Climax        | 1:02.1 | + 3.5              |
| 23   | 56 | Roberto Lippi           | Scuderia Settecolli        | De Tomaso-O.S.C.A    | 1:02.9 | + 4.3              |
| 24   | 18 | Gaetano Starrabba       | Gaetano Starrabba          | Lotus-Maserati       | 1:03.0 | + 4.4              |
| 25   | 20 | Renato Pirocchi         | Pescara Racing Club        | Cooper-Maserati      | 1:03.3 | + 4.7              |
| 26   | 22 | Gastone Zanarotti       | Isobele de Tomaso          | De Tomaso-O.S.C.A    | 1:03.3 | + 4.7              |
| 27   | 8  | Jackie Lewis            | H & L Motors               | Cooper-Climax        | 1:05.8 | + 7.2              |
| 28   | 60 | "Wal Ever"              | Wal Ever                   | Cooper-O.S.C.A.      | 1:06.4 | + 7.8              |
| Rit. | 2  | André Pilette           | Equipe Nationale Belge     | Emeryson-Maserati    |        |                    |
| Rit. | 38 | John Campbell-Jones     | John Campbell-Jones        | Cooper-Climax        |        | Pilota infortunato |
| Rit. | 40 | Ian Burgess             | Camoradi International     | Lotus-Climax         |        | Auto non pronta    |
| Rit. | 54 | Brian Naylor            | JBW Cars                   | JBW-Climax           |        |                    |
| Rit. | 58 | Ernesto Prinoth         | Scuderia Dolomiti          | Lotus-Climax         |        | Auto non pronta    |

- Scarlatti e Starrabba usarono la stessa macchina.
- La Scuderia Centro Sud iscrisse una Cooper-Maserati con il numero 6, ma poi ritirò l'iscrizione.

## Gara

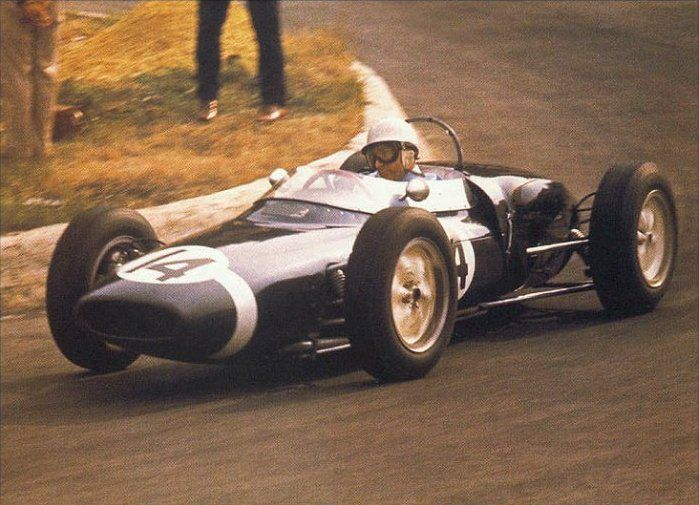
Jim Clark al GP di Modena 1961

Juan Manuel Fangio diede l'avvio alla gara e inizialmente Gurney condusse un gruppo compatto che includeva Moss, Surtees, Hill e Gregory. Bonnier perse la 5ª marcia e precipitò al 12º posto. Al 7º giro Surtees superò Hill al terzo posto, così come fece anche Gregory. Poi Moss sembrò davvero partire, sorpassando al 12º giro l'americano e allantanandosi. La gara è diventata processionale da quel momento in poi, soprattutto quando Surtees si ritirò a al 25º giro per un guasto al motore. Bonnier ritrovò la quinta marcia, risalendo fino alla seconda posizione al 60º giro. Mentre era in quarta posizione, Hill fu costretto a rientrare ai box al 95º giro dopo aver forato una gomma sui detriti del motore esploso nell'auto di Bandini. Sembrava che Bonnier e Gurney potessero sfidarsi nelle fasi finali, ma ogni volta che chiudevano su Moss, l'inglese si tirava indietro. La coppia era troppo astuta per cadere nella routine e invece si accontentò di lottare per il secondo posto, prevalendo lo svedese per tre decimi di secondo. Moss nel frattempo tornò a casa con il primo premio di 2.000.000 lire, davanti alle Porsche, sua quarta vittoria consecutiva in un Gran Premio. Solo altre quattro vetture giunsero al traguardo: Clark, Brabham, Brooks e Hill, tutte a un giro di distanza. Anche Gregory prese la bandiera a scacchi, doppiato di ventinove giri dopo diversi lunghi pit-stop, ma non venne classificato poiché non aveva completato gli 85 giri minimi previsti dal regolamento di gara.

### Risultati
| Pos | N. | Pilota             | Squadra                    | Costruttore          | Giri | Tempo/Ritiro              | Griglia |
| --- | -- | ------------------ | -------------------------- | -------------------- | ---- | ------------------------- | ------- |
| 1   | 26 | Stirling Moss      | Rob Walker Racing Team     | Lotus-Climax         | 100  | 1.40:08.1                 | 1       |
| 2   | 10 | Jo Bonnier         | Porsche System Engineering | Porsche              | 100  | + 7.0 s                   | 2       |
| 3   | 12 | Dan Gurney         | Porsche System Engineering | Porsche              | 100  | + 7.3 s                   | 3       |
| 4   | 14 | Jim Clark          | Team Lotus                 | Lotus-Climax         | 99   | +1 giro                   | 6       |
| 5   | 36 | Jack Brabham       | Jack Brabham               | Cooper-Climax        | 99   | +1 giro                   | 10      |
| 6   | 64 | Tony Brooks        | Owen Racing Organisation   | BRM-Climax           | 99   | +1 giro                   | 11      |
| 7   | 62 | Graham Hill        | Owen Racing Organisation   | BRM-Climax           | 99   | +1 giro                   | 4       |
| Rit | 4  | Lorenzo Bandini    | Scuderia Centro Sud        | Cooper-Maserati      | 92   | biella                    | 8       |
| Rit | 42 | Roberto Bussinello | Isobele de Tomaso          | De Tomaso-Alfa Romeo | 75   | pressione dell'olio       | 13      |
| Rit | 46 | Roy Salvadori      | Yeoman Credit Racing Team  | Cooper-Climax        | 74   | motore                    | 5       |
| NC  | 32 | Masten Gregory     | UDT Laystall Racing Team   | Lotus-Climax         | 71   | +29 giri                  | 7       |
| Rit | 30 | Henry Taylor       | UDT Laystall Racing Team   | Lotus-Climax         | 42   | guarnizione della testata | 12      |
| Rit | 44 | John Surtees       | Yeoman Credit Racing Team  | Cooper-Climax        | 25   | motore                    | 9       |
| Rit | 18 | Giorgio Scarlatti  | Gaetano Starrabba          | Lotus-Maserati       | 4    | motore                    | 14      |